# Finn Szocialista Munkás Köztársaság
A Finn Szocialista Munkás Köztársaság (FSZMK), ismertebb nevén Vörös Finnország vagy Szovjet-Finnország, egy el nem ismert finn szocialista állam elméleti előfutára volt Finnországban. 1918. január 26-án a finn kommunisták kirobbantották a szocialista forradalmat. A finn polgárháború alatt, 1918. január 29-én a Finn Népi Bizottság és a Finn Szociáldemokrata Párt vörös gárdája alapította meg a szocialista államot.
A Finn Szocialista Munkás Köztársaság elnevezés (Suomen sosialistinen työväentasavalta) csak a Finn Népi Delegáció és az Oroszországi Népbiztosok Tanácsa között megkötött szerződésben szerepelt, amelyet 1918. március 31-én írtak alá. Korábban a Finn Népi Delegáció a Finn Köztársaság (Suomen tasavalta) elnevezést használta, de a szovjet vezető, Lenin a béketárgyalás alatt a szocialista munkás elnevezés felvételét javasolta. A Népi Delegáció később azzal vádolta meg a delegáció küldötteit, hogy támogatták Lenin követelését, ezzel ellenben az állam hivatalos nevéről a finneknek kellett volna dönteniük a szovjet-oroszok helyett.

## Az állam céljai
A kommunisták egy olyan szocialista nemzet létrehozására tettek kísérletet, amely a skandináv-finn kultúra örökségén, a közép-európai és a finn nacionalizmusból származó szocialista eszméken alapult, beleértve a finn területek kiterjesztésének terveit is. A politikai elképzelések a demokrácia elveit is tartalmazták, de mivel a Vörös Finnország elsősorban a forradalom és a polgárháború által alakult ki, az erőszakos cselekmények és a hadviselés elsődleges volt politikában. A Vörös Gárda a finn bolsevikok kisebb frakcióját is magában foglalta, akik támogatták a munkásállam egyesülését a leendő Szovjetunióval. Vörös Finnország viszont soha nem szerezte meg az állami és a köztársaság tényleges státuszát és formáját, mivel a vörösök 1918. május 5-én végleg elvesztették a polgárháborút.

## Földrajzi elhelyezkedése
Vörös-Finnország földrajzi elhelyezkedése, valamint a kommunisták és republikánusok finnországi frontvonala körülbelül 1918. január 28. és február 3. között alakult ki, és nagyjából változatlan maradt a fehérek általános offenzívájáig, 1918 márciusáig.

## Alkotmánytervezet
A Finn Népi Küldöttség tagja, Otto Ville Kuusinen 1918. február 23-án megfogalmazta és bemutatta a finn szociáldemokrata elvek és szabályok alapján a kommunista Finnország alkotmányának tervezetét. A proletariátus diktatúrájának marxista koncepciója azonban hiányzott a programból. Ehelyett a demokratikus szocializmus eszméjét képviselte, amelyet Svájc, az Egyesült Államok, valamint a francia forradalom alkotmányai befolyásoltak. Az alkotmánymodell a finn állampolgárok demokratikus polgári jogainak többségét is magában foglalta, beleértve a népszavazás széles körű felhasználását a politikai döntéshozatalban, a magánügyi jogokat viszont nem foglalták be, amelyet a helyi és az állami adminisztrációra irányítottak át.  A tervezetet soha nem sikerült véglegesíteni és jóváhagyni Vörös Finnországban az 1918-as polgárháborújuk veresége előtt.
A januári forradalom utáni hatalmi-politikai helyzet változása miatt a finn (mérsékelt) szocialisták körében az alkotmánytervezet sok kérdést vetett fel. Ez végül a finn polgárháború alatt a Vörös Gárda által elkövetett terrorizmus és a demokrácia „igaz élet” elve között dőlt el az utóbbi javára.

## Kapcsolataik Szovjet-Oroszországgal
A Finn Szocialista Munkás Köztársaságot az Oroszországi Szocialista Szovjetköztársaság támogatta. A két instabil szocialista állam között 1918. március 1-jén aláírták a Vörös Szerződést, amely az együttműködés ideális szintjét határozta meg. A szerződés soha nem érte el a kívánt követelményeit, mivel mindkét állam saját polgárháborújával volt elfoglalva. A vörös finnek legfőbb célja egy független és semleges Finnország létrehozása volt néhány karéliai orosz terület megszerzése mellett. Az orosz–finn Vörös Szerződés csak kis jelentőséggel bírt a bolsevikok számára, kikkel oroszországi párttársaik megkezdték a Német Császárságsal való békekötés előkészítését. Végezetül a finn vörösök és a Finn Szocialista Munkás Köztársaság sorsa az Oroszország és Németország közötti hatalmi érdekek felosztásában pecsételődött meg.
Lenin az 1917-es forradalmi év után sikeresen megfékezte Oroszország teljes összeomlását. Az októberi forradalom előtti politikai ellenzékben Lenin hangsúlyozta a nemzetek önrendelkezési jogának politikáját az Orosz Birodalom korábbi részei számára. A hatalom 1917 októberében és 1918 januárjában történt sikeres átvétele után a bolsevikok hatalmi politikai stratégiája fokozatosan a föderalizmus irányába tolódott. Finnországot illetően Lenin az oroszországi polgárháború alatt a teljes annexiót javasolta. A breszt-litovszki békeszerződés, a német hadsereg finnországi munkái és a fehér gárdisták győzelme a finn polgárháborúban meghiúsították a kommunisták tervét.

## Polgárháború
A vörösök és a fehérek közötti hadviselés a vörösök vezetésének figyelmet és energiáit teljesen lefoglalta. Ezért a helyi vörös polgári közigazgatás megalakulása befejezetlen maradt, mivel azt a polgárháború végével kívánták véglegesíteni. A polgárháború előtti közigazgatás felső és középosztálybeli tisztviselői megtagadták a vörösekkel való együttműködést, és egy új vezetést kellett megválasztaniuk az alacsonyabb társadalmi szint tagjai közül.

## Az FSZMK bukása
A finn polgárháború 1918. május 5-én ért véget, amikor a német csapatok legyőzték az utolsó finn bolsevik csapatokat. A háború után a kezdetben erőteljes és jól szervezett finn szociáldemokraták, akik a viszonylag szabad és nacionalista társadalmi légkörben tevékenykedtek, a skandináv és orosz kultúra keverékében vezették az országot. Terveiket elsősorban Németország, Ausztria és Csehszlovákia ihlette. A mérsékelt szocialisták folytatták az 1918 előtti politikai tevékenységüket és ragaszkodtak Finnország társadalmi és politikai rendszeréhez, míg a baloldali frakció 1918 augusztusában Moszkvában megalapítottaa Finn Kommunista Pártot, amelyet az oroszországi száműzetésben élő kommunisták vezettek.

## Fordítás
Ez a szócikk részben vagy egészben  a   Finnish Socialist Workers' Republic című angol Wikipédia-szócikk ezen változatának fordításán alapul.  Az eredeti cikk szerkesztőit annak laptörténete sorolja fel. Ez a jelzés csupán a megfogalmazás eredetét és a szerzői jogokat jelzi, nem szolgál a cikkben szereplő információk forrásmegjelöléseként.